# الساندرو ریدل
الساندرو ریدل (انگلیسی: Alessandro Riedle؛ زادهٔ ۱۴ اوت ۱۹۹۱) بازیکن فوتبال اهل آلمان است.
از باشگاه‌هایی که در آن بازی کرده‌است می‌توان به باشگاه فوتبال اشتوتگارت، باشگاه فوتبال گراس‌هاپر زوریخ، و باشگاه فوتبال بلدیه‌اسپور آق‌حصار اشاره کرد.
وی همچنین در تیم ملی فوتبال جوانان آلمان بازی کرده‌است.